# Noreena Hertz

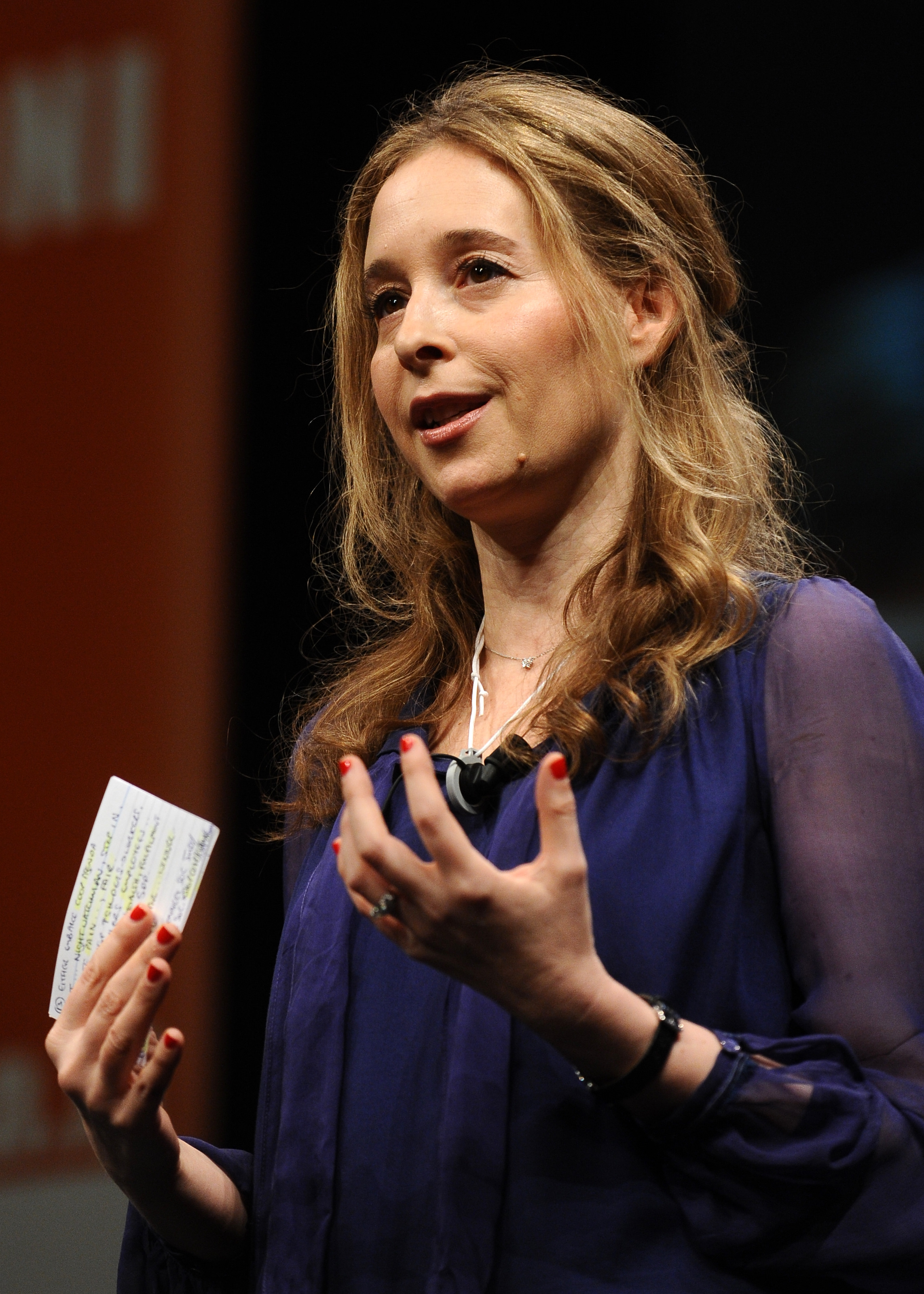
Noreena Hertz

Noreena Hertz (Londra, 24 settembre 1967) è un'economista britannica.

## Biografia
Enfant prodige, si è laureata a diciannove anni in filosofia ed economia.
Nei primi anni novanta è stata consulente del governo russo a Mosca per conto del Fondo Monetario Internazionale ed ha contribuito alla fondazione della Borsa di San Pietroburgo.
Come responsabile dell'organizzazione non governativa "Center for Middle East Competitive Strategy" ha collaborato con l'Autorità palestinese, il governo israeliano, giordano ed egiziano per lo sviluppo di programmi finanziari e iniziative economiche finalizzati a sbloccare la crisi nel Medioriente dopo l'omicidio di Yitzhak Rabin.
Ad oggi è direttrice associata del Centre for International Business and Management dell'Università di Cambridge.
Dopo anni a stretto contatto con la globalizzazione e le organizzazioni internazionali, ha assunto posizioni di forte critica di questo sistema.
Sulla scia del libro di Naomi Klein "No logo", diventato la "bibbia" del movimento new global, anche la Hertz sviluppa la sua accusa all'economia delle multinazionali nel saggio intitolato "La conquista silenziosa: perché le multinazionali minacciano la democrazia". Cuore dell'analisi è la considerazione che tra le cento maggiori economie del mondo, cinquantuno sono multinazionali e solo quarantanove sono stati nazionali.
Più recentemente ha pubblicato il libro Un pianeta in debito.
Ha scritto per  "The Washington Post", "The New Statesman", "The Observer" e "The Guardian". Ha realizzato un documentario, "The End of Politics", per Channel 4. È spesso ospite della Cnn, Bbc, Cnbc e conduce importanti programmi televisivi e radiofonici.
In Italia molti suoi articoli sono stati pubblicati dal settimanale Internazionale.